# Fissidens diaphanodontus
Fissidens diaphanodontus là một loài Rêu trong họ Fissidentaceae. Loài này được (P. de la Varde) Bizot mô tả khoa học đầu tiên năm 1979.